# Ru Paré
Henrica Maria Paré, née à Druten le 14 juillet 1896 et décédée le 25 février 1972 à La Haye, est un membre de la résistance et une artiste visuelle néerlandaise. Ru Paré a trouvé un abri et s'est occupée de 52 enfants juifs, qui ont tous survécu à la Seconde Guerre mondiale. 

## Biographie
Henrica Maria Paré est la cadette des trois enfants de Nicolaas Paré, propriétaire d'une briqueterie et d'Hélène Henriëtte Hoogeveen, issue d'une famille d'enseignants, de professeurs et de militaires. Deux ans après la naissance de Henrica Maria Paré, Nicolaas construit un cargo en acier pour transporter les briques et le nomme Henrica Maria, en hommage à sa fille. L'épave est encore visible dans l'ancienne embouchure du Zandgat dans la plaine du Waal, près de Huerwene.  
Elle est généralement appelée par son surnom Zus (sœur, en néérlandais). 
La famille déménage à Nimègue dans les années 1900, où elle fréquente l'école. Il s'avère qu'elle n'est pas une excellente élève mais que, dès son plus jeune âge, Paré est douée pour le dessin et elle devient apprentie chez Jan Van Vucht Tijssen entre 1915 et 1917. 
Elle s'installe à La Haye en 1918 et, en 1919, suit les cours du peintre Albert Roelofs,. L'année suivante, elle rencontre la chanteuse Theodora "Do" Versteegh, avec qui elle se lie d'amitié pour la vie. Elle participe également aux cours de peinture de la KABK (Académie des beaux-arts de la Haye) sans s'y inscrire et reçoit l'enseignement de Jan Toorop. En 1920, elle s'installe au numéro 75 de la rue Van Beuningenstraat, dans le quartier Statenkwartier de La Haye. C'est une maison que ses parents avaient achetée et elle y réside avec Versteegh. À la suite de la mort de son professeur, elle suit les cours de Willem van Konijnenburg, un artiste visuel néérlandais. Elle reçoit, ainsi qu'un certain nombre d'autres étudiants, dont notamment Wilhelmine, des leçons d'anatomie, de perspective et de composition. Elle devient rapidement une figure connue des milieux artistiques de La Haye et devient membre du Haagse Kunstkring en 1921 et Pulchri Studio. À partir de 1930, elle commence à signer ses tableaux du nom de Ru Paré. Elle fait partie de groupes d'artistes tels que De Onafhankelijken (les Indépendants) et le Club van 10 laren. Elle a une relation privilégiée avec F. H. Lankhout, bien que marié, le propriétaire de la plus célèbre imprimerie de La Haye, où les artistes pouvaient lithographier leur travail,. 
Henri et Do étaient les deux grands amours de sa vie. Son journal indiquait clairement qu'elle avait une amitié amoureuse avec Do. Elle aimait une femme et, jusqu'à sa mort, l'imprimeur Henri Lankhout,. 

## Œuvre
Ru Paré a dessiné et peint des portraits, des natures mortes et des paysages urbains. Elle préférait surtout les villages de montagne et les ports étrangers. Son travail est essentiellement figuratif, mais parfois aussi abstraits. L'une de ses importantes sources d'inspiration était Jan Toorop. 
Paré expose ses œuvres à Amsterdam et à La Haye. Toorop possédait sa propre galerie où il exposait les œuvres de Paré. Entre 1928 et 1937, son travail est exposé au Stedelijk d'Amsterdam dans le cadre des expositions collectives de De Onafhankelijken. Le travail de Paré est également inclus dans l'exposition Onze Kunst van Heden (Notre art d'aujourd'hui) au Rijksmuseum d'Amsterdam en 1939.

## Seconde Guerre mondiale
Le 20 juin 1942, le Haagse Kunstkring lui envoie une demande d'inscription au Nederlandsche Kultuurkamer (une organisation nazie à laquelle les artistes devaient adhérer) qu'elle refuse immédiatement. Paré cesse de travailler comme peintre. 
Elle est entrée en contact avec la résistante Trui van Lier, de la crèche de Kindjeshaven. Elle se lie également d'amitié avec Nico van der Veen qui est en contact avec le Comité des enfants d'Utrecht qui a aménagé des cachettes pour les jeunes. Paré commence par trouver un abri pour les deux petits-enfants de F. H. Lankhout, un imprimeur de La Haye. Finalement, elle réussit à trouver un abri pour 52 enfants juifs. Elle fait appel à des amis et à des connaissances pour trouver des cachettes sûres ; elle doit parfois aller jusqu'à Boornbergum pour trouver une cachette pour un enfant. Elle a créé un faux fond dans sa boîte de peintre et passe ses journées à faire des allers-retours en vélo avec de la nourriture, des cadeaux, de l'argent et des faux papiers,. Paré avait quelques contacts avec la résistance, mais travaillait principalement de manière indépendante. Lorsque de fausses pièces d'identité étaient nécessaires, elle a approché l'artiste Chris Lebeau, qui a retiré le J noir (pour « Juif ») des papiers. Les 52 enfants qui l'ont connue sous le nom de Tante Zus ont tous survécu à la Seconde Guerre mondiale.

## L'après-guerre
Après la libération, Paré s'installe avec Do Versteegh dans la maison de ses parents. Elle reprend la peinture. 
Elle veille à ce que tous les enfants soient pris en charge. Neuf enfants orphelins sont adoptés par la famille Levin qui émigre en Israël. Paré resta en contact avec la plupart des enfants. Elle évitait la publicité et parlait rarement du passé dans les lettres aux enfants. En 1968, Yad Vashem honora Paré en tant que Juste parmi les Nations sur proposition de la famille Levin, composée du couple Leo et Leny Levin qui avait pu adopter des enfants orphelins grâce à Paré et a été autorisée à planter elle-même un arbre au centre commémoratif de Yad Vashem. Elle témoigna en 1970 lors de l'enquête Weinreb du NIOD qu'elle avait sauvé 52 enfants.
Do Versteegh est décédée en 1970. Le 25 février 1972, un ami découvre le corps de Ru Paré sans vie dans son atelier, assise sur sa chaise. 

## Postérité
En 1986, une partie de son travail est donnée au Rijksdienst Beeldende Kunst. 
En 1988, La Haye a baptisé une rue Ru-Paréstraat à la demande de la politicienne Hanneke Gelderblom qui, enfant, a été emmenée de La Haye à Eerde par Ru Paré,.
À Amsterdam, la communauté Ru Paré, une école et un centre de quartier portent son nom.